# Emmanuel Ihemeje
Emmanuel Ihemeje, född 9 oktober 1998 i Carrara, är en italiensk friidrottare som tävlar i tresteg.

## Karriär
Vid världsmästerskapen i friidrott 2022 placerade han sig på en femteplats i tresteg.